# سفارة تونس لدى المجر
سفارة تونس لدى التشيك هي البعثة الدبلوماسية لجمهورية تونس لدى دولة المجر، وتقع بالعاصمة بودابست.